# 吴颖钦
吴颖钦（1965年9月—），男，浙江温岭人，中华人民共和国外交官，曾任中华人民共和国驻奥什总领事和中华人民共和国驻喀山总领事。

## 生平
1986年，毕业于广州外国语学院俄语专业，任保加利亚驻华大使馆助理翻译、中文秘书。1990年，赴苏联莫斯科普希金语言学院学习。1991年起，先后在外交人员人事服务公司、驻哈萨克斯坦大使馆、外交部新闻司任职。2002年11月，任外交部机关党委政工参赞。2005年6月，任驻乌克兰大使馆参赞，2006年9月职级升为副司级。2009年3月，任外交部欧亚司参赞。2010年4月，任黑龙江省中共佳木斯市市委常委、市人民政府副市长。2012年7月，出任中华人民共和国驻奥什总领事。2016年9月，出任中华人民共和国驻喀山总领事。2022年7月，自驻喀山总领事离任。后任外交部欧亚司参赞、中国—中亚机制秘书处执行主任。